# Centropogon vaughianus
Centropogon vaughianus är en klockväxtart som beskrevs av Franz Elfried Wimmer. Centropogon vaughianus ingår i släktet Centropogon och familjen klockväxter. Inga underarter finns listade i Catalogue of Life.